# Grupy Balinta
Grupy Balinta – grupy organizowane w 1950 roku w Londynie, początkowo dla lekarzy ogólnych, przez Michaela Balinta i jego trzecią żonę Enid. Miały one na celu uświadomienie lekarzom psychologicznych aspektów problemów ich pacjentów oraz umożliwienie przyjrzenia się psychologicznej stronie kontaktu z pacjentem. W dyskusjach w ramach grup Balinta główny nacisk kładzie się na relację lekarz – pacjent, a nie na problemy ściśle medyczne. Grupa taka liczy 8 do 12 osób, z czego jedna z osób prowadzi i nadzoruje przebieg spotkania, które odbywa się według ściśle określonych reguł. Początkowo grupy Balinta były prowadzone przez psychoanalityków, jednak współcześnie robią to przeszkoleni Liderzy Grup Balinta. Obecnie tworzy się grupy nie tylko dla lekarzy, ale także dla pielęgniarek, psychologów, innego personelu medycznego, a także przedstawicieli innych "zawodów pomocowych" - terapeutów, nauczycieli, doradców zawodowych, mediatorów, coachów. Mogą one mieć charakter homogeniczny lub obejmować osoby wykonujące różne zawody.
Podczas standardowego spotkania jeden z uczestników lub jedna z uczestniczek prezentuje przypadek bez wdawania się w medyczne szczegóły, a następnie pozostali mają okazję do zadawania dodatkowych pytań. Jednak główny nacisk jest kładziony na wypowiedzenie swoich refleksji odnośnie do prezentowanego problemu z uwzględnieniem własnych uczuć i przypuszczeń co do tego, jak samemu by się w danej sytuacji reagowało. Na zakończenie sesji narrator może wypowiedzieć się na temat tego, co dała mu praca grupy. Treść pracy grupy jest objęta tajemnicą, po sesji nie rozmawia się już na omawiany temat.. 

## Cele grupy Balinta
Celem uczestnictwa w grupie Balinta jest refleksja nad procesami zachodzącymi w komunikacji z pacjentem. Grupa Balinta dostarcza bezpiecznego środowiska, w którym lekarze mogą się przyglądać psychologicznym aspektom relacji z pacjentem, a przez to rozumieć ją lepiej. Grupy Balinta oferują też superwizję w psychoterapeutycznym sensie. Podczas spotkań takiej grupy dąży się do uświadomienia uczestnikom wagi relacji z pacjentem oraz zjawisk w niej zachodzących. Dostarczają one także okazji do przyjrzenia się takiej relacji w nowym świetle czy uświadomienia sobie własnych ograniczeń lekarza.
Uczestnictwo w grupie Balinta może też zapobiegać wypaleniu zawodowemu, zwiększyć satysfakcję lekarzy z własnej pracy oraz dostarczyć im inspiracji do modyfikacji własnego postępowania względem danego pacjenta aż do wzbudzenia zmiany nastawienia względem danego pacjenta włącznie.

Perhaps the essence of Balint Groups has always been to share experiences and enable people to observe and rethink aspects of their relationships with patients and their work as doctors.

## Czym grupa Balinta nie jest?
Nie jest to grupa wsparcia dla personelu medycznego ani grupa dyskusyjna. Jej uczestnicy nie dostają gotowej odpowiedzi odnośnie do tego, jak postępować z danym pacjentem. Ma ona też swoje ograniczenia, to znaczy nie rozwiąże wszystkich problemów z pacjentem.